# Croton verbenifolius
Espèce
Croton verbenifolius est une espèce de plantes à fleurs du genre Croton et de la famille des Euphorbiaceae, présente au Brésil.
Elle a pour synonyme :
- Oxydectes verbenifolia (Müll.Arg.) Kuntze